# 아소 포위망

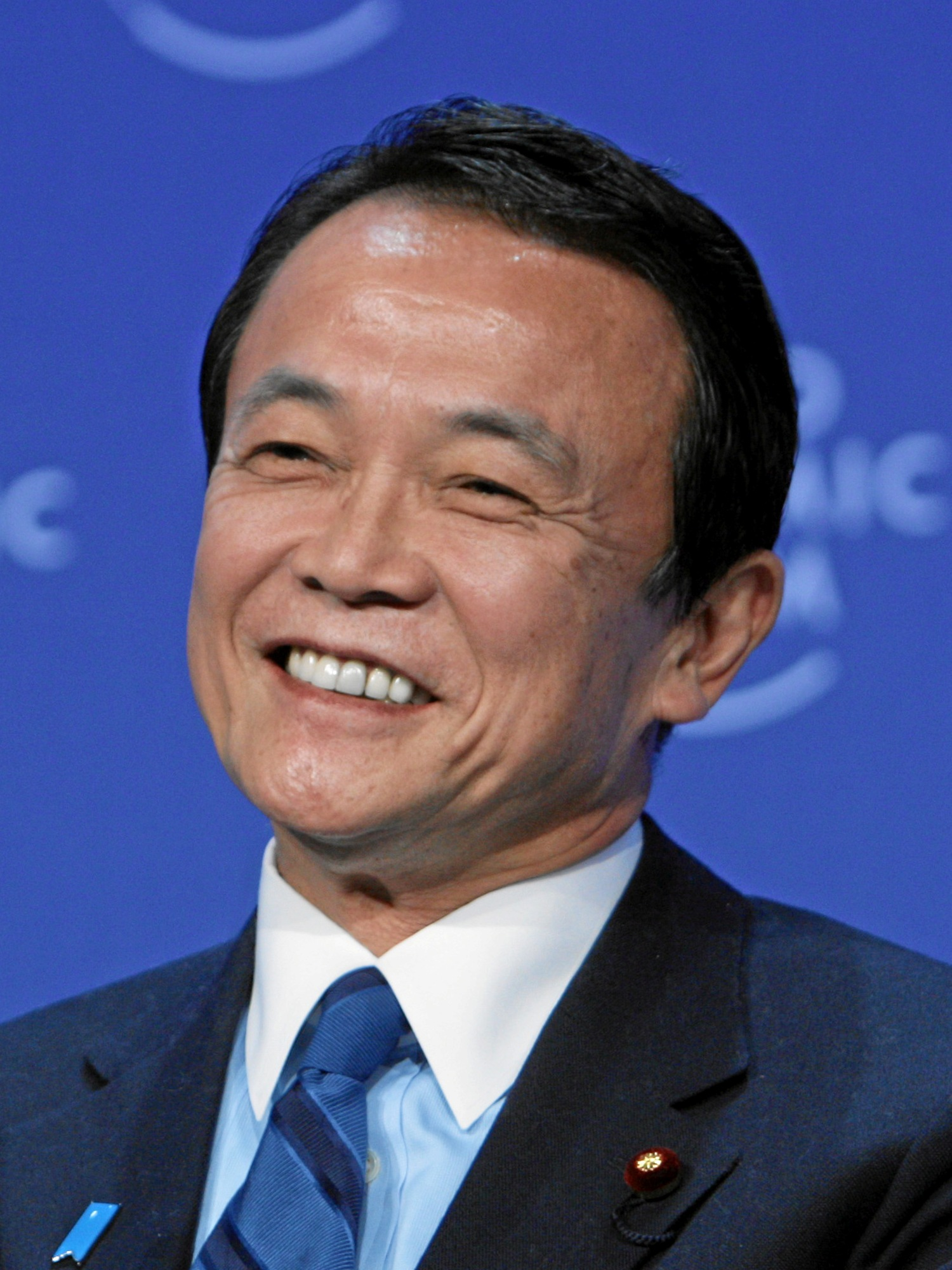
아소 다로

아소 포위망(麻生包囲網)은 2007년 일본 자유민주당 총재 선거에 출마한 아소 다로에 대항하여 자유민주당 내 8개 파벌이 후쿠다 야스오를 옹립해 대항한 사건이다.
2007년 9월 12일 일본의 내각총리대신 아베 신조가 갑작스럽게 사임을 발표하면서 촉발됐다. 자유민주당 집행부는 14일에 고시하고 19일에 양원의원총회를 열겠다고 고지했다. 선거 일정을 급하게 잡은 이유는 25일 유엔 총회에 일본 총리가 참석해 연설을 해야 했기 때문이었다. 하지만 자유민주당 총무회에서는 선거 일정이 지나치게 촉박하다며 이론이 속출했고 결국 선거를 4일 연기하여 18일에 공시한 뒤 23일에 양원의원총회를 열기로 했다.
또한 간사장으로 재직중이던 아소가 사전에 아베가 건강 문제로 사임할 것을 알면서도 말리지 않았다며 아베가 속해 있던 파벌인 마치무라파 내에서도 반발이 터져 나왔다. 마치무라파는 13일 후쿠다를 총재 후보로 옹립하고 그동안 냉대받고 있던 야마사키파, 고가파, 다니가키파의 지지도 받아냈다. 이후 이부키파, 고무라파, 니카이파도 호소다 지지를 선언했다.
총재 선거의 유력 후보 중 하나인 아소가 간사장으로 재직하면서 총재 선거를 관장하는 것에 대해서도 반발이 일었다. 이 과정에서 일본의 우정민영화에 반대해 자민당을 탈당했던 히라누마 다케오의 복당을 아소가 추진하자 고이즈미 키즈들이 반발하며 고이즈미 준이치로를 총재 후보로 옹립하려는 시도도 있었지만 무위로 그쳤다.

## 배경
아베의 사임이 직접적인 원인이지만 갈등의 씨앗은 더 오래된 것이었다. 2007년에 진행된 제21회 일본 참의원 의원 통상선거는 시작도 전에 자민당이 패배할 것이란 관측에 팽배했다. 이 위기를 극복하기 위해 참의원 의원회장 아오키 미키오, 간사장 나카가와 히데나오 그리고 아베가 속한 마치무라파의 전직 회장이던 모리 요시로는 아베를 총재직에서 끌어내리고 후쿠다를 옹립해야 한다고 여겼다. 하지만 아베의 맹우로 당시 외무대신이던 아소가 이에 부정적이었기에 세 사람은 뜻을 이루지 못했다.
하지만 참의원 선거에서 자민당이 참패하고 이후 꾸려진 개조내각에 새로 참여한 각료들이 「정치자금규정법」 위반 의혹 등 각종 논란에 휩싸이자 아베와 아소가 연대 책임을 져야 한다는 목소리가 비주류인 야마사키 다쿠·고가 마코토·가토 고이치를 중심으로 터져 나왔다. 마찬가지로 비주류였던 다니가키 사다카즈도 아베와는 노선이 달랐던 후쿠다 옹립을 모색하기 시작했다.
고가는 고이즈미와의 정쟁에서 패배한 뒤 정계를 은퇴한 노나카 히로무와도 연대했다. 고가의 의뢰를 받은 노나카는 TBS 텔레비전에 나와 아소를 비판하고 후쿠다 지지를 표명했다.
결과적으로 마치무라파-쓰시마파 연합과 야마사키·고가·가토 등 비주류 연합은 아베가 퇴진한 후 후쿠다를 옹립해야 한다는 데 의견을 같이한 셈이었다. 그리고 이들은 아베가 퇴진하게 된 것에 아소도 책임을 져야 한다며 이른바 아소 포위망을 꾸리게 되었다. 최대 파벌인 마치무라파의 전직 회장으로 아직 상당한 영향력이 있던 모리는 마치무라파에서 모리-고이즈미-아베 등 3연속 총재를 배출한 점을 상기하며 파벌 내에서 후계 총재를 논하는 것을 단속했다.
분위기는 갈수록 후쿠다에게 기울었지만 아베의 맹우였던 나카가와 쇼이치·스가 요시히데·하토야마 구니오 등은 이념적으로 가까웠던 아소를 지지했다.

## 결과
후쿠다를 지지하는 의원은 304명이었고 아소를 지지하는 의원은 16명에 불과했다. 파벌로 따져봐도 후쿠다는 8개 파벌의 지지를 받았지만 아소는 자신이 이끄는 파벌의 지지만 얻었을 뿐이었다. 그리고 이변 없이 후쿠다가 총재 선거에서 당선됐다. 하지만 아소가 얻은 표도 197표에 달해 상당히 선전했다. 이는 파벌의 영수들이 중심이 되어 아소를 낙선시키고자 한 것에 대한 의원들의 반발이 컸고 총재 선거 당시 준비된 연설문을 읽었던 후쿠다와 달리 아소는 고이즈미를 모방해 즉흥적으로 연설한 것 등이 긍정적인 영향을 미친 결과였다. 다니가키파와 니카이파만 후쿠다를 압도적으로 지지했고 다른 파벌에선 아소를 지지한 경우도 많았다.
총재 선거 후 후쿠다는 아소에게 입각을 권유했으나 아소는 이를 거절하고 다음 총재 선거를 노렸다.

## 제2차 아소 포위망
총재에 당선된 후쿠다는 불과 1년 만에 총재직에서 퇴진해야 했다. 후쿠다가 총리직에서 물러나겠다고 밝힌 건 2008년 9월 1일이었고 다음 날 간사장으로 있던 아소가 곧바로 입후보를 표명했다. 1년 전 아소 포위망을 꾸렸던 야마사키·고가·가토는 이번에도 아소를 떨어뜨리기 위해 대항마를 옹립하고자 했으나 의견 일치를 보지 못했고 결국 야마사키와 고가가 아소 지지로 선회하면서 제2차 아소 포위망은 실현되지 않았다. 이후 가토는 후쿠다 옹립을 주도했던 자신에게 후쿠다 퇴진의 책임도 있다며 총재 선거에서 아무도 지지하지 않겠다고 선언했다. 그렇게 진행된 총재 선거에서 압도적인 표 차이로 아소가 승리했다.

## 같이 보기
- 2007년 일본 자유민주당 총재 선거
- 자유민주당의 파벌
- 지공회
- 굉지회
- 아소 끌어내리기